# Vụ trật bánh tuyến đường sắt cao tốc Tōhoku Shinkansen 2022
Vụ trật bánh tuyến đường sắt cao tốc Tōhoku Shinkansen 2022 (東北新幹線脱線事故) xảy ra vào lúc 23:36, ngày 16 tháng 3 năm 2022. Vụ việc diễn ra trùng thời điểm động đất mạnh 7,4 MJMA ở ngoài khơi Fukushima. Có khoảng 78 hành khách trên tàu mang số hiệu Yamabiko 223. Vụ trật bánh đã làm 6 người bị thương.